# 1886年のマドリードの竜巻
1886 年のマドリードの竜巻（Tornado de Madrid de 1886）とは、1886年5月12日に、スペインの首都マドリード市南部で発生した竜巻、又は、嵐の自然現象である。

## 現象

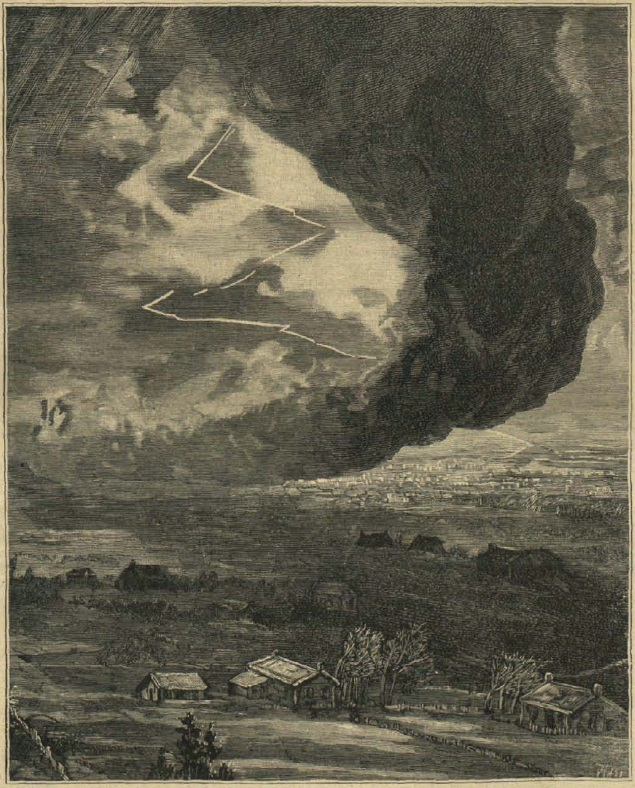
サイクロンの形成とその進路（スペイン国立図書館蔵）

この現象は、マドリード市では、当時、未だ郊外であった南西から北東に進み、カラバンチェル・アルト（Carabanchel Alto-現在マドリード市の南西部）にて、竜巻が発生した。これは、また、カラバンチェル・バホ（Carabanchel Bajo、前述よりやや南側）や、当時のマドリード市にも影響し被害を発生させた。
アウグスト・アルシミス (Augusto Arcimís) の表した1886年5月22日の評論「ラ・イラストレーション・エスパニョラ・イ・アメリカ」(La Ilustración Española y Americana) によると、その日に、2つに分かれた竜巻があったと詳しく記されている。１つは、 カラバンチェル・アルトの近くから、午後6時50分に発生し、もう１つは、午後７時１分に始まった。

## 被害
被害は、人命、家屋、庭園、公園、建築物等で、具体的には、以下の様に、現在は観光地として知られる地点が被害に遭った 。
- マドリードとカラバンチェルの間の、当時、比較的新しかった集落では、家屋や宿屋、木々などが破壊された。

- トレド門近辺では、竜巻は、トレド橋とトレド門を通った。帝国の洗濯場では、犠牲者の中では、女性が多かった。

- アトーチャ駅付近では、駅の建物は頑丈で被害は無かった。また、現在のソフィア美術館のある地点では、その前に、新しく開設された店の建物があったが、かなり破壊された。ここには、低所得層の為の料理店があり、丁度、多くの人々がいたが死人は出なかった。多くの怪我人は、現ソフィア美術館の場所にあった病院へ運ばれた。

- 植物園とレティロ公園では、１００本以上の木が倒壊したり枝が折れたりした。同公園では、現在クリスタル宮殿として知られる建造物があったが、かなりの被害を受けたものの、後に再建された。レティロ公園にあった、良きレティロ宮殿は、改装中であって、素材や足場などに大きな被害が出た。

- 人的被害は、いくつかの資料によると４７名の死者が出たという [4]。被害者は、家屋や塀に隠れていたが、これが壊れたことで被害にあった。この多くは女性であった。

その後、損壊した中から、フィロメナという１５歳の少女が救出されたことで、良いニュースとして当時の新聞で伝えられた。後にこの名は、２１年に起こったマドリード市での積雪現象の名前にもなった。この現象は、当時の科学者には、竜巻としてというよりは、サイクロンの通過と捉えられた 。

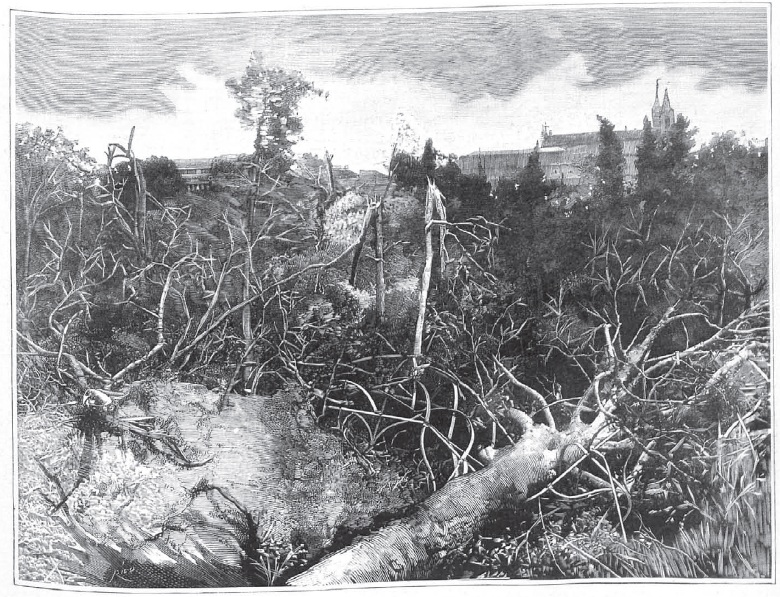
（左）リラス通りとアレポの長寿の松の木が根こそぎに倒れた景色。１８８６年５月２２日の「ラ・イラストレーション・エスパニョラ・イ・アメリカ」に掲載されている。
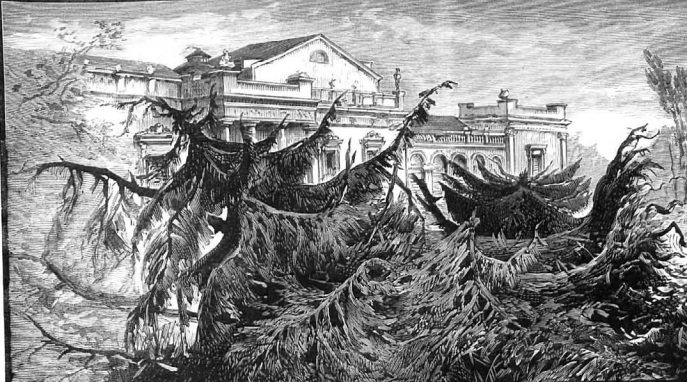
（右）ヴィスタ・アレグレ宮殿のそばにある倒壊した木々。これも「ラ・イラストレーション・エスパニョラ・イ・アメリカ」より。

芸術に見られる1886年の竜巻
＿彼らの中にいるよ。テレサ・コネホ、あなたに千レアルを貸してあげた時のようにね、そして、牢屋にあなたが入るのを助けてあげたでしょう。…覚えていないの。それは、サイクロンのあの年、あの日の事だよ。植物園の木々が根こそぎになった・・・—Benito Pérez Galdós.、Misericordia (1897)、

## 引用
1. ↑  Gayà, Miquel. “https://divulgameteo.es/uploads/Tornado-Madrid-1886.pdf”.   divulgameteo.es, ed. 2024年4月30日閲覧。
2. ↑  “El tornado del12 de mayo”.   En Hemeroteca Digital Biblioteca Nacional de España, ed.. 2014年4月30日閲覧。
3. ↑  “12 de mayo de 1886 Un tornado llega a Madrid”.   Un Sereno Transitando la Ciudad. 2024年5月3日閲覧。
4. ↑  “Madrid, 1886: Un tornado similar al de Oklahoma deja 47 muertos”.   Periódico ABC. 2024年4月30日閲覧。
5. ↑  Noguès, A. F.. “Le Cyclone du 12 Mai a Madrid”.   La Nature. Revue des sciences et de leurs applications aux arts et à l'industrie. 2024年4月30日閲覧。
6. ↑    (英語) Gaya,2007, ウィキソースより閲覧。